# Zahîr al-Dîn al-Bayhaqî
Abû l-Ḥasan 'Alî b. Zayd Ẓahîr al-Dîn al-Bayhaqî, appelé parfois Ibn Funduq, est un érudit polygraphe arabe de Perse né à Sabzevar (chef-lieu du district de Bayhaq) dans l'actuel Iran, vers 1097 (an 490 de l'Hégire), mort en 1169/70 (an 565 de l'Hégire).

## Biographie
Sa vie est connue notamment par un récit autobiographique inséré dans son ouvrage Mashârib al-tajârib (reproduit par le biographe Yaqût al-Rûmî) et par quelques indications données par 'Imâd al-Dîn al-Isfahânî, dont le père, quand il était enfant, était un ami d'al-Bayhaqî à Ray.
Il déclare descendre de Khouzayma ibn Thâbit al-Ansârî, compagnon du prophète Mahomet, dont la lignée s'était d'abord établie dans la région de Bost. C'était une famille de juges et d'imams, et son ancêtre éponyme Ḥâkim Abû Sulaymân Funduq s'était installé comme juge à Sabzevar sous le règne de Mahmoud de Ghaznî (997-1030). Il fit ses études à Nishapur, et en l'an 1113/14 (an 507 de l'Hégire) rendit visite avec son père au savant Omar Khayyam. Entre 1123 et 1127, il compléta à Merv ses études de fiqh auprès d'Abû Sa'd Yaḥya b. Ṣâ'id, maître de l'école hanafite. Puis il revint à Nishapur, s'y maria, et devint auxiliaire de son beau-père Shihâb al-Dîn Muḥammad b. Mas'ûd, gouverneur de Ray (sous le règne du sultan seljoukide Ahmad Sanjar). En 1132, il fut nommé grâce à son beau-père qâdî de Bayhaq, mais démissionna assez vite et retourna chez son beau-père à Ray où il se consacra à l'étude des mathématiques et de l'astrologie. À partir de 1135, il vécut principalement à Nishapur, et bénéficia du patronage de Nâṣir al-Dîn Ṭâhir b. Fakhr al-Mulk, vizir d'Ahmad Sanjar. En 1148, le roi Démétrius de Géorgie adressa des questions rédigées en syriaque et en arabe (d'une teneur ignorée) au sultan Ahmad Sanjar, qui chargea al-Bayhaqî d'y répondre. L'année de sa mort est donnée par Yaqût al-Rûmî.

## Œuvre
Dans le Mashârib al-tajârib, il énumère soixante-et-onze œuvres qu'il avait écrites, dont quatre en persan (liste non définitive), traitant d'à peu près toutes les disciplines de la culture de son époque (grammaire, rhétorique, critique littéraire, histoire, médecine, pharmacologie, mathématiques, astronomie et astrologie, théologie, exégèse coranique, jurisprudence islamique, poésie...).
Voici ce qui, de cette œuvre, est parvenu jusqu'à nous :
- en entier :
  - Tatimmat Ṣiwân al-ḥikma (Continuation du Réceptacle de la Sagesse) : complément apporté (en arabe) au Ṣiwân al-ḥikma, fameux dictionnaire biographique et doxographique produit dans le cercle d'Abû Sulaymân al-Sijistânî (Bagdad, Xe siècle), contenant 170 textes sur des philosophes, savants et médecins grecs et arabes depuis l'Antiquité ; 111 textes supplémentaires, certains assez longs, ajoutés dans ce Tatimmat, constituant un ensemble qui a joué un grand rôle dans l'érudition des siècles postérieurs ;
  - Târîkh-i Bayhaq (Histoire du district de Bayhaq)[4] : ouvrage en persan arabisé, du genre manâqib (louanges), présentant les grandes familles, notables, érudits, poètes, et des batailles, qui ont illustré cette région ;
  - Jawâmi' al-aḥkâm al-nujûm (Sommaire des verdicts des étoiles) : traité d'astrologie.

- par fragments :
  - Mashârib al-tajârib wa ghawârib al-gharâ'ib (Rafraîchissements des expériences et zénith des merveilles) : continuation du Târîkh al-Yamînî de Muhammad al-Jabbaru al-'Utbî (secrétaire du sultan Mahmoud de Ghaznî), qui est une histoire des règnes de Subuktigîn et de Mahmoud de Ghaznî jusqu'en 1020 ; fragments conservés chez des auteurs postérieurs comme Yaqût al-Rûmi (un passage autobiographique repris dans l'Irshâd al-arîb), Ibn Abi Usaybi'a, Ata-Malik Juvaini ou Hamd-Allâh Mustawfi[5] ;
  - des poèmes cités dans des anthologies postérieures.

### Éditions
- Ahmad Bahmanyâr (éd.), Târîkh-i Bayhaq, Téhéran, 1929.
- Muhammad Kurd 'Alî (éd.), Târîkh ḥukamâ' al-islâm (= Tatimmat Ṣiwân al-ḥikma), Damas, Maṭba'at al-Taraqqî, 1946.

### Traductions
- L'anthologie du renoncement (Kitâb al-Zuhd al-kabîr), trad. de l'arabe Roger Deladrière, Verdier, 1995, 336 p. (Anthologie accompagnée de 400 notices biographiques).
- Max Meyerhof (trad.), « Alî al-Bayhaqî's Tatimmat Ṣiwân al-ḥikma. A Biographical Work on Learned Men of the Islam » (traduction anglaise), Osiris 8, 1948, p. 122-217[6].

### Études sur Bayhaqî
- Heinz Halm, article « Bayhaqî, Ẓahîr al-Dîn », Encyclopædia Iranica, 1988.